# Santo Antônio dos Campos
Santo Antônio dos Campos é um bairro da cidade Divinópolis, no centro-oeste de Minas Gerais.
O bairro situa-se às margens da Linha Garças a Belo Horizonte, uma linha férrea pertencente à antiga Estrada de Ferro Oeste de Minas e que atualmente se encontra concedida à VLI Multimodal para o transporte de cargas. 